# المعهد الإندونيسي للعلوم
المعهد الإندونيسي للعلوم (بالإندونيسية: Lembaga Ilmu Pengetahuan Indonesia، يعرف اختصارًا: LIPI) هو السلطة الحكومية للعلوم والبحوث في إندونيسيا. يتكون المعهد من 47 مركزًا بحثيًا في مجالات تتراوح بين العلوم الاجتماعية إلى العلوم الطبيعية.

## التاريخ
مع الاهتمام المتزايد بالبحث العلمي، أنشأت حكومة جزر الهند الشرقية الهولندية المجلس العلمي لجزر الهند الشرقية الهولندية في عام 1928. وهو يعمل كمنظمة البحوث الرئيسية في البلاد حتى الاحتلال الياباني في عام 1942. عاد إلى إندونيسيا واستأنفت سيطرتها على المجلس، وتم تغيير اسم المعهد إلى منظمة البحث العلمي في عام 1948.
في عام 1956 تم تأميم المنظمة وسميت باسم مجلس العلوم الإندونيسي. ثم قامت الحكومة عام 1962 بتأسيس إدارة شؤون البحوث الوطنية، في حين أن مجلس العلوم الإندونيسي هو المسؤول عن تأسيس وتشغيل مختلف معاهد البحث الوطنية. وفي عام 1966 غيرت الحكومة وضع مجلس العلوم الإندونيسي إلى معهد البحوث الوطني.
في أغسطس 1967 ، قامت الحكومة بحل مجلس العلوم الإندونيسي ومعهد البحوث الوطني بموجب المرسوم الرئاسي رقم. 128/1967 وأُنشأ المعهد الإندونيسي الحالي للعلوم. يدير المعهد الجديد العملية جميع الأقرع والمراكز التي كانت تغطيها في السابق مجلس العلوم الإندونيسي ومعهد البحوث الوطني.

## السيارة الكهربائية
صنع المعهد الإندونيسي للعلوم سيارة كهربائية باسم مارليك (وهي اختصار لمارموت لستريك، ومعناها "مرموط كهربائي") بالمواصفات التالية: 40 كمفي الساعة، 20 كم في ساعة شديدة الانحدار، 300 كيلومتر تشغيل أو 8 ساعات نشطة بسعر 40 مليون روبية (4.444 دولار) وحدة لسيارات المدينة والسيارات الذكية.

## المجلة الاقتصادية الإنجليزية
في شهر يونيو من عام 2011، لزيادة سمعة المعهد الإندونيسي للعلوم في جميع أنحاء العالم، ولمنح الباحثين الإندونيسيين المزيد من المصداقية الدولية من المرتبة 220 في العالم حاليًا، أطلق المعهد الإندونيسي للعلوم مجلة نصف سنوية باللغة الإنجليزية، تتضمن مراجعة الدراسات الاقتصادية والتجارية الإندونيسية.

## مشاريع مشتركة
بالاشتراك مع المعهد الوطني الياباني للتكنولوجيا والتقييم، زاد المعهد الإندونيسي للعلوم بشكل ملحوظ سجل مجموعة الميكروبات في إندونيسيا من 200 إلى 6500 بين عامي 2003 و2009، ويعتقد أنه قدم أكثر من 1800 ميكروب من الاكتشافات الجديدة. لدى المعهد الملكي الهولندي لدراسات جنوب شرق آسيا والكاريبي مكتب في جاكرتا تم إنشاؤه عام 1969، يتعاون مع المعهد الإندونيسي للعلوم.